# Radomice (województwo kujawsko-pomorskie)
Radomice – wieś w Polsce położona w województwie kujawsko-pomorskim, w powiecie lipnowskim, w gminie Lipno.

## Podział administracyjny
Do roku 1954 miejscowość była siedzibą gminy Kłokock. W latach 1975–1998 miejscowość położona była w województwie włocławskim.

## Demografia
Według Narodowego Spisu Powszechnego (III 2011 r.) wieś liczyła 746 mieszkańców. Jest największą co do wielkości miejscowością gminy Lipno.